# SOX9
A SOX-9 transzkripciós faktor a SOX9 humán gén által expresszált fehérje. Szerepet játszik az 1-es típusú kampoméliás diszpláziában, ezért nevezik CMD1-nek vagy CMPD1-nek is.

## Funkció
A SOX9-et a szaporodó, de nem hipertrófiás porcsejtek expresszálják, és elengedhetetlen a prekurzor sejtek porcsejtekké történő differenciálódásához, és az 1-es szteroidogén faktorral együtt szabályozza az anti-Müller-hormon (AMH) gén transzkripcióját.
A SOX-9 a férfiak ivari fejlődésében is kulcsszerepet játszik; az Sf1-gyel együttműködve a SOX-9 AMH-t termelhet a Sertoli-sejtekben, így gátolja a női szaporító rendszer kialakulását. A SOX9 más génnel is kölcsönhatásba lép, hogy elősegítse a férfi nemi szervek fejlődését. A folyamat akkor kezdődik, amikor a transzkripciós faktor heremeghatározó faktor (amelyet az Y kromoszóma nemet meghatározó SRY régiója kódol) aktiválja a SOX-9 aktivitást a gén előtti enhanszer szekvenciához való kötődéssel. Ezután a SOX9 aktiválja az FGF9-et, és előrecsatolt hurkokat képez az FGF9-cel és a PGD2-vel. Ezek a hurkok fontosak az SOX-9 előállításához; ezek nélkül a hurkok nélkül a SOX-9 elfogyna, és szinte biztos, hogy egy nőnemű magzat fejlődése következne be. Az FGF9 SOX-9 általi aktiválása olyan létfontosságú folyamatokat indít el a férfiak fejlődésében, mint például a herezsinórok létrehozása és a Sertoli-sejtek szaporodása. A SOX-9 és a Dax1 társulása hozza létre a Sertoli-sejteket, ami egy másik létfontosságú folyamat a férfiak fejlődésében. Az agy fejlődésében egérortológja, a Sox-9 indukálja a WWP1, WWP2 és a miR-140 gének expresszióját, hogy szabályozza az újszülött idegsejtek agykérgi lemezbe jutását, és szabályozza az axonelágazásokat és az axonképződést a kérgi neuronokban.
Csökkenti az SHP magi transzlokációját, sejthalált okozva.

## Klinikai jelentőség
Mutációi kampoméliás diszpláziához, CMD-hez vezetnek, illetve gyakran farkastorokkal járnak együtt.
A SOX9 emberben a 17-es kromoszóma egy génsivatagában található.
A SOX9 fehérje szerepet játszik több tumor kialakulásában és progressziójában is. Az emberi fejlődés során történő morfogenezis fő szabályozójaként betöltött szerepe ideális jelöltté teszi a rosszindulatú szövetek befolyásolásához. A SOX9 invazivitást és terápiarezisztenciát indukálhat prosztata-, vastag- és végbélrákban, emlőrákban és más daganatokban, és ezért elősegíti a halálos áttétek kialakulását. A SOX9 ezen onkogén hatásai közül sok dózisfüggőnek tűnik.

## Fordítás
Ez a szócikk részben vagy egészben  a   SOX9 című angol Wikipédia-szócikk ezen változatának fordításán alapul.  Az eredeti cikk szerkesztőit annak laptörténete sorolja fel. Ez a jelzés csupán a megfogalmazás eredetét és a szerzői jogokat jelzi, nem szolgál a cikkben szereplő információk forrásmegjelöléseként.